# Jakub Dschambekowitsch Schamilow
Jakub Dschambekowitsch Schamilow (russisch Якуб Джамбекович Шамилов; * 25. April 1991 in Argun) ist ein russischer Judoka. Er war Dritter bei den Weltmeisterschaften 2021.

## Karriere
2009 und 2010 kämpfte Jakub Schamilow im Superleichtgewicht, der Gewichtsklasse bis 60 Kilogramm. 2010 war er Junioreneuropameister und Dritter der Juniorenweltmeisterschaften. 2011 wechselte er ins Halbleichtgewicht, die Gewichtsklasse bis 66 Kilogramm, und wurde auf Anhieb russischer Meister. 2013 gewann er je eine Bronzemedaille bei der Universiade und bei den U23-Europameisterschaften. 2016 gewann Schamilow das Grand-Slam-Turnier in Abu Dhabi.
2018 nahm Schamilow erstmals an einer internationalen Meisterschaft in der Erwachsenenklasse teil und schied bei den Europameisterschaften in Tel Aviv genauso in der ersten Runde aus wie ein Jahr später bei den Europameisterschaften in Minsk.
Bei den Weltmeisterschaften 2021 in Budapest unterlag Schamilow im Viertelfinale dem Italiener Manuel Lombardo. Mit Siegen über den Weißrussen Dzmitry Minkou und Orxan Səfərov aus Aserbaidschan erkämpfte Schamilow eine Bronzemedaille. Bei den Olympischen Spielen in Tokio schied Schamilow im Achtelfinale gegen den Georgier Wascha Margwelaschwili aus. 